# Mogöl (Målilla socken, Småland)
Mogöl är en sjö i Hultsfreds kommun i Småland och ingår i Emåns huvudavrinningsområde.